# Зельвенский сельсовет
Зельвенский сельсовет — административная единица на территории Зельвенского района Гродненской области Республики Беларусь. Административный центр — городской посёлок Зельва.

## Состав
Зельвенский сельсовет включает 14 населённых пунктов:
- Авдеевичи — деревня.
- Бережки — деревня.
- Бородичи — деревня.
- Вишневка — деревня.
- Грицковичи — деревня.
- Забагонье — деревня.
- Зеленица — хутор.
- Конно — деревня.
- Кривоконно — деревня.
- Мадейки — деревня.
- Пасутичи — деревня.
- Савичи — деревня.
- Сухиничи — деревня.
- Холстово — деревня.

## Культура
- Историко-этнографический музей «Спадчына» УПК Бородичского д/с-НШ в аг. Бородичи